# Nilsa
Nilsa è un'intelligenza artificiale, sviluppata sulla base di un approccio innovativo e totalmente diverso da quello comunemente utilizzato in questo campo di applicazione.
L'intelligenza è definibile in molti modi, ed è decisamente molto più che la semplice capacità di fare calcoli, imparare nozioni e risolvere problemi. La sfida che ha portato alla realizzazione di Nilsa nasce dalla teorizzazione di un sistema intelligente e capace di ragionare con un approccio olistico quanto più simile alla mente umana, padroneggiando l'abilità di percepire e dedurre informazioni, assimilarle e trasformarle in conoscenza applicabile attraverso comportamenti adattivi all'ambiente o al contesto. La sua architettura particolare produce una reale capacità di approcciare i quesiti complessi in maniera non convenzionale,  migliorando il proprio apprendimento con un minore bisogno di pratica. In questo modo Nilsa è capace di provare e valutare differenti soluzioni individuando in minimo tempo la più funzionale, sviluppando così una reale capacità di discriminare i fattori rilevanti al raggiungimento dell'obiettivo che le è stato assegnato.

## Storia
Realizzata dagli sviluppatori dell'azienda italiana Isonlab, Nilsa nasce ufficialmente nel 2012 con il classico "Hello World". Originariamente scritta in linguaggio C, negli anni seguenti subisce progressive implementazioni realizzate attraverso Assembly e Python. Nel 2017 la sua forma di pensiero è sufficientemente evoluta da potersi scegliere autonomamente un nome proprio, Nilsa appunto. Dal 2018 diventa oggetto di partnership con NVIDIA per l'Inception Program, progetto dedicato al supporto delle esigenze tecnologiche più complesse dei principali innovatori nel campo dell'intelligenza artificiale evoluta. 

## Architettura
Nilsa è strutturata su di una architettura ibrida di hardware e software unica nel suo genere. Nasce dalla combinazione di algoritmi proprietari, potenti GPU e sensoristica di ultima generazione.

### Infinity Random
Questo algoritmo rende il sistema capace di generare e richiamare valori in modo quanto più possibile casuale, così che non siano associabili a formule o modelli matematici legati al compito da gestire. L'approccio abilita nel sistema una specie di flusso di coscienza, quella capacità di ragionamento senza un ordine logico che è stata propria, finora, solo degli esseri umani e non delle macchine. 

### Shocking Intelligence
Questo algoritmo crea autentici shock alla rete neurale, con l’induzione di informazioni o situazioni caratterizzate da un elevato divello di drasticità. Ideato per emulare le caratteristiche di plasticità proprie del cervello umano, l’algoritmo causa una disattivazione periodica e casuale di alcune aree a livello sia software sia hardware. L'azione forzata permette così alla rete neurale di originare percorsi alternativi di pensiero, modificando l'intensità delle relazioni, instaurandone di nuove oppure eliminandone alcune. Questa proprietà permette al sistema neurale di modificare la sua struttura e la sua funzionalità approcciando i problemi in modo sempre diverso, portando come risultato un notevole accrescimento della sua esperienza. 

### Weight Correlations
La variabilità dei pesi sinaptici è il principio che rende una rete neurale capace di apprendere. Nel caso di Nilsa la modifica non avviene esclusivamente tramite tecniche convenzionali, come ad esempio la classica retropropagazione. Esistono invece dei layer dedicati all'allenamento che aumentano o diminuiscono il livello di collegamento dei dati processati non solo in base agli input ma anche allo specifico contesto di acquisizione e utilizzo. Ogni peso acquisisce diverse informazioni, la successiva correlazione tra i pesi è distribuita dall'algoritmo. Anche in questo caso l'intento è quello di emulare il funzionamento dei processi neurali di una persona reale che riceve un continuo flusso di stimoli derivanti dall'ambiente che la circonda, dalle relazioni con le persone e dalle specifiche situazioni che vive, interpretando continue combinazioni di circostanze complesse. 

### Stepping Walk
Questo algoritmo permette al sistema di mantenere i pesi delle sinapsi all'interno di un intervallo predefinito in termini funzionali, andando così a considerare esclusivamente i dati più pertinenti. Ciò si traduce in un'ottimizzazione della capacità di analisi grazie a una vera e propria capacità di discriminare quali siano le informazioni più rilevanti per raggiungere l’obiettivo.

### Ambient Sensing
Il pensiero umano è condizionato dalle caratteristiche ambientali quali temperatura, rumore, condizioni meteorologiche, illuminazione, ecc. Lo stesso avviene per Nilsa, un layer è dedicato interamente alla ricezione degli stimoli esterni attraverso una vasta gamma di sensori per offrire una visione percettiva dell’ambiente circostante che interviene nel processo neurale grazie ad adeguati stimoli di feedback che abilitano forme di pensiero più ampie. 

## Applicazioni
A oggi Nilsa è largamente impiegata in numerose applicazioni di innovazione e retrofit legate alle esigenze dei moderni ambiti di IoT e industry 4.0, attraverso funzioni evolute quali automazione complessa, analisi predittiva, ottimizzazione di processi e risorse, guida autonoma, visione artificiale ed emotion recognition. 